# 개헌
개헌(改憲) 또는 헌법 개정(憲法改正, 영어: constitutional amendment)이란 성문헌법에 규정된 개정절차에 따라서 헌법의 기본적 자동성(自同性), 즉 근본규범을 파괴하지 않고 헌법조항을 수정·삭제 또는 증보하여 의식적으로 헌법의 내용을 변경하는 것이다.

## 개요
헌법은 국가의 근본법이므로 그 변경에는 신중을 요한다. 특히 근대의 입헌주의적 헌법이 성립된 이후로는 헌법을 성문화하고 그 개정을 곤란하게 하여 국민의 기본권을 보장하고 국가의 근본질서의 안정성을 기도함이 보통이다. 그러나 헌법일지라도 사회적·정치적 시세의 변동으로부터 초연할 수는 없으며 또한 헌법을 영구불변화하여 그 개정을 절대로 불가능하게 한다면 오히려 혁명 등의 방법으로 헌법을 파괴하는 사태가 생길 염려가 있으므로 이러한 현실에 적응하기 위하여 헌법개정을 인정하게 된다. 헌법개정에서 그 개정을 일반법률의 개정보다 특별히 엄격하게 또는 좀더 곤란한 절차에 의하여 하는 헌법을 경성헌법이라 하며, 일반법률의 개정과 동일하게 하는 헌법을 연성헌법이라 한다. 헌법개정은 경성헌법에서만 문제가 되는 것이고 연성헌법, 즉 불문헌법국가에서는 문제되지 않는다(예: 영국).

### 종류
헌법개정에는 일부개정·전면개정·증보 등 3종의 형식이 있다.
- 일부개정은 헌법전(憲法典)의 하나 또는 수개의 조항을 변경하는 것이며, 헌법개정은 일부개정이 보통이다.
- 전면개정은 현행 헌법의 전문을 새로 고쳐 쓰는 것이며 이 경우에도 반드시 헌법의 개정절차에 따라야만 된다. 이에 따르지 아니한 전면개정은 명목상의 개정은 될지언정 실질적으로는 새 헌법의 제정에 해당한다.
- 증보는 기존의 헌법조항 자체는 그대로 두고 별개의 새로운 조항을 추가하는 것. 이 경우에 기존헌법의 조항과 새로 추가된 증보조항이 저촉되면 증보조항의 효력에 따른다(예: 미합중국 헌법).

### 구별
법개정은 다음과 같은 개념들과는 구별하여야 한다.
- 헌법의 파괴: 혁명 등으로 전체로서의 헌법의 기본적 자동성을 상실하고 헌법제정권력을 변경시키는 것(예: 국민주권의 헌법을 군주주권의 헌법으로 변경하는 것).
- 헌법의 폐지: 헌법제정권력은 변경시키지 않으나 헌법이 정한 개정절차에 의하지 아니하고 기존헌법을 폐지하여 헌법의 변경을 가져오는 것.
- 헌법의 파훼(破毁): 개개의 경우에 예외적으로 일부의 헌법조항의 적용을 배제하고 그 조항에 위배되는 다른 조치를 하여 헌법을 침해하는 것으로 헌법의 비상조치라고도 한다.
- 헌법의 정지: 비상시기에서 헌법의 일부 조항 또는 전부의 효력을 일시적으로 정지시키는 것으로 비상사태(계엄의 경우)가 해소되면 정지되었던 헌법 조항의 효력은 다시 회복된다.
- 헌법의 변질: 헌법개정절차에 의한 개정이 없이 법원의 해석 또는 국회나 정부의 관행에 의하여 헌법규정의 의미나 내용에 변화를 가져오는 것.

## 헌법개정의 방법
일반적으로 성문헌법(경성헌법)의 개정방식에는 다음과 같은 것이 있다.
- 헌법의 개정을 국민투표로써 결정하는 경우, 즉 국회의 의결을 거친 후 헌법개정안을 국민투표에 부쳐서 최종적으로 결정하는 것(예；한국·일본·필리핀 등).
- 헌법개정을 일반국회에서 하되 그 절차를 엄격하게 하는 경우, 즉 일반법률의 경우보다 다수의 출석과 동의를 요하거나(예: 서독), 2회의 의결을 요하는 경우(예: 브라질)
- 헌법개정을 위한 특별헌법 회의를 구성하여 개정하는 경우(예: 1875년의 프랑스헌법개정회의, 미합중국의 헌법개정방식 중 헌법회의를 소집하는 경우)
- 연방국가의 헌법개정에서 연방의회의 의결 외에 각 주(州)의 비준을 요구하는 경우(예: 미국) 등이다.

## 절차
각 나라의 개헌 절차는 그 나라의 헌법에 나와 있으며, 개헌 과정은 해당 헌법이 연성헌법 인지 경성헌법인지 또는 단일헌법인지 아니면 미합중국 헌법처럼 다중헌법인지에 따라 달라진다.
발의하는 방식은 대개 그 나라의 최고 입법 기관에서 해당 의원 다수의 발의를 기준으로 하여 의원 다수의 찬성으로 개정안이 통과되지만 효력을 발의하는 과정은 나라마다 다르다. 주로 연방제 국가에서는 각 주의 입법 기관에서 각자 결정하여 그 나라에 소속되어 있는 전체 주의 다수가 찬성하여 발효되는 방식을 사용하지만, 중앙집권제 국가에서는 국민 다수의 찬성을 기준으로 하는 경우가 많다.
개헌은 시대의 변화에 맞춘 민주주의의 변화를 의미하지만 때로는 일부 세력이 그들만의 이익을 위해서 악법으로 변질시킬 수 있는 위험성을 가지고 있다. 그래서 헌법 학자들은 진정한 민주주의적인 헌법 정신에 의거하는 개헌이 되기 위해서는 좀 더 많은 토의와 많은 사람들의 관심이 필요하다고 주장한다.

### 대한민국 헌법의 개정 절차
대한민국 헌법은 10장에 그 개정에 관한 규정을 두고 있다. 헌법개정의 제안권자는 대통령과 국회의원이다(128조 1항). 대통령은 국무회의의 심의를 거쳐(89조 3호), 국회의원은 재적의원 과반수의 찬성을 얻어(128조 1항) 헌법개정을 제안할 수 있다. 제안된 헌법 개정안은 그 내용을 국민에게 알리기 위하여 20일 이상의 기간동안 이를 공고하여야 한다(129조). 헌법개정안은 그것이 대통령이 발의한 것이든 국회의원이 발의한 것이든 공고된 날로부터 60일 이내에 국회가 의결하여야 하는데 그 의결에는 국회재적의원 3분의 2 이상의 찬성이 있어야 한다(130조 1항). 국회의 의결을 거친 헌법개정안은 국회가 의결한 후 30일 이내에 국민투표에 회부되고 여기에서 국회의원 선거권자 과반수의 투표와 투표자 과반수의 찬성으로 확정된다(130조 2항). 이처럼 모든 헌법개정안을 국회의 의결과 국민투표에 의하여 확정되도록 함으로써 헌법의 개정절차를 구헌법에서보다 까다롭게 하고, 국회의 의결을 필수적인 절차로 한 것은 그만큼 국회의 기능을 강화하고 정치적 목적을 위한 빈번한 헌법개정을 방지할 수 있게 한다는 의미도 가지고 있는 것이다. 이상과 같은 절차에 의하여 확정된 헌법개정은 대통령이 즉시 이를 공포해야 한다(130조 3항).

## 헌법개정의 한계
헌법이 규정한 개정절차에 따른다면 어떠한 헌법조항이라도 개정할 수 있는가 하는 것이 문제되는데 이에 대하여는 헌법개정의 '무한계설'과 '한계설'이 대립되어 있다. 전자는 헌법개정의 실정법적인 제한이 없는 한 개정절차에 따른다면 어떠한 조항이라도 개정할 수 있다는 입장으로서 동일 헌법전 속에 있는 헌법 조항 상호간에는 효력을 달리하는 상하적 규범조항은 존재하지 않는다는 것을 그 주장의 근거로 한다. 후자는 헌법개정의 한계에 관한 규정유무를 불문하고 헌법의 개정에는 법이론상 일정한 한계가 있고 헌법조항 중에는 근본규범적 조항과 그렇지 아니한 조항, 즉 상하규범이 있다는 것이며 또한 헌법개정권력은 헌법제정권력과 다르다는 것을 그 근거로 주장한다. 후자는 오늘날의 통설이다. 헌법개정의 한계와 관련하여 현행헌법은 제128조 2항에서 '대통령의 임기연장 또는 중임변경을 위한 헌법개정은 제안 당시의 대통령에 대하여는 효력이 없다'고 규정하고 있다. 이것이 헌법개정에 대한 실정법적인 제한인가에 대해 이론이 없는 바는 아니지만, 이 규정은 임기연장 또는 중임변경을 위한 헌법개정을 하지 못한다는 뜻의 개정한계조항이 아니고, 임기연장 등을 위한 헌법 개정도 가능하나 다만 대통령의 장기집권을 방지하기 위하여 헌법개정 제안 당시의 대통령에 대해서만 개정의 효력을 배제한다는 헌법개정효력의 적용대상 제한조항일 뿐이라고 봄이 다수설이다.

## 판례
- 헌법재판소 판례에 따르면 헌법개정의 한계에 관한 규정을 두지 아니하고 있는 현행의 우리 헌법상으로는 과연 어떤 규정이 헌법핵 내지는 헌법제정규범으로서의 상위규범이고 어떤 규정이 단순한 헌법개정규범으로서의 하위규범인지를 구별하는 것이 가능하지 아니하다.[1]

- 헌법개정의 한계를 무시한 개헌이 이루어지는 경우, 위헌법률심판이나 헌법소원심판 어느 절차에 의하여도 그 헌법규정에 대한 위헌심사는 불가능하다.[2]

## 같이 보기
- 아돌프 히틀러
  - 전권 위임법
  - 바이마르 헌법
- 아베 신조
  - 해석 개헌
  - 일본국 헌법(평화헌법)